# Ismini
De Ismini zijn een geslachtengroep van vlinders van de familie van de dikkopjes (Hesperiidae), van de onderfamilie van de Hesperiinae.

## Geslachten
- Koruthaialos Watson, 1893
- Psolos Staudinger, 1889